# Ascolta il tuo cuore
"Ascolta il tuo cuore" é uma canção gravada e interpretada pela cantora italiana Laura Pausini.
É o terceiro single, lançado em maio de 1997, do álbum Le cose che vivi, de 1996.

## Informações da canção
A letra foi escrita por Cheope e Fabrizio Pausini, e a música foi composta por Vito Mastrofrancesco, Alberto Mastrofrancesco e Charles Cohiba.
A canção possui uma versão em língua espanhola intitulada Escucha a tu corazón, adaptada por Badia, inserida no álbum Las cosas que vives e lançada como terceiro single na Espanha e na América Latina. Também possui uma versão em português gravada pela banda brasileira de forró Forrozão Tropykalia entitulada "Planeta de Cores", adaptada para língua por Carlinhos Gabriel.

## Informações do vídeo
O videoclip de Ascolta il tuo cuore foi lançado em duas versões: em italiano e em espanhol, e suas gravações foram efetuadas em 1997, em Milão, sob a direção de Alberto Colombo.
Em 1999, os videoclips de Ascolta il tuo cuore e Escucha a tu corazón, foram inseridos no VHS Video Collection 93–99.

## Faixas
| CD single - Promo 000499 - Warner Music Itália (1997) 1. Ascolta il tuo cuore CD single - Promo 000592 - Warner Music Itália (1997) 1. Ascolta il tuo cuore (Remix) CD single - 0630195762 Warner Music Europa (1997) 1. Ascolta il tuo cuore 2. La solitudine (Loneliness) 3. Ascolta il tuo cuore (Remix) CD single - Promo 000740 - Warner Music Espanha (1997) 1. Escucha a tu corazón | CD single - Promo Warner Music Espanha (1997) 1. Escucha a tu corazón (Remix) CD single - Warner Music Europa (1997) 1. Inolvidable (Remix) 2. Las cosas que vives (Remix) 3. Dos enamorados (Remix) 4. Escucha a tu corazón (Remix) CD single - Promo 3984247642 - Warner Music Itália (1998) 1. Un'emergenza d'amore (Radio edit) 2. Un'emergenza d'amore (Instrumental) 3. Ascolta il tuo cuore (Remix) 4. Ángeles en el cielo |

## Desempenho nas tabelas musicais
| Paradas (1997)                            | Melhor posição |
| ----------------------------------------- | -------------- |
| Estados Unidos (Billboard Latin Pop Song) | 4              |
| Estados Unidos (Billboard Latin Song)     | 15             |

## Informações adicionais
Ascolta il to cuore foi inserida também no álbum The Best of Laura Pausini: E ritorno da te e em versão live no DVD Live 2001-2002 World Tour e no álbum ao vivo San Siro 2007.
Escucha a tu corazón foi inserida também no álbum Lo Mejor de Laura Pausini: Volveré junto a ti.